# Brevipalpus hafizii
Brevipalpus hafizii är en spindeldjursart som beskrevs av Chaudri och Akbar 1985. Brevipalpus hafizii ingår i släktet Brevipalpus och familjen Tenuipalpidae. Inga underarter finns listade.